# Pardalotus punctatus
El pardalote moteado (Pardalotus punctatus) es una especie de ave paseriforme de la familia Pardalotidae endémica del sur y este de Australia, incluida Tasmania.

## Descripción
El pardalote moteado con sus entre 8 y 10 cm de longitud es una de las aves más pequeñas de Australia. Como indica tanto su nombre común como el científico tiene el plumaje de sus partes superiores moteadas en blanco y negro, mientras que en las inferiores predominan los tonos blanquecinos. Su zona perianal es de color amarillo intenso, y también son amarillentos sus flancos. Los laterales de su cabeza el cuello y espalda están densamente moteados en blanco y negro lo que le da un aspecto gris de lejos, mientras que sus alas, píleo y corta cola son principalmente negras con motas blancas en el extremo de sus plumas. Su obispillo es rojo y presenta una ancha lista supercilar blanca. Los machos tienen además la garganta y la parte superior del pecho amarillos, el moteado de su manto y cabeza está más contrastado y presenta una lista rojiza alrededor de la mancha amarilla de la zona perianal. Su pico es corto y negro y sus patas grisáceas.

## Comportamiento
Como los demás pardalotes suele anidar en túneles excavados en taludes.

## Estado de conservación
Aunque es un ave todavía abundante su número parece estar en declive, especialmente alrededor de las áreas urbanas, pero no lo suficiente como para considerarlo una especie amenazada.

## Taxonomía
Fue descrito científicamente por los naturalistas ingleses George Shaw y Frederick Polydore Nodder en 1792. Se reconocen las siguientes subespecies:
- P. p. millitaris Mathews, 1912
- P. p. punctatus (Shaw, 1792)
- P. p. xanthopyge McCoy, 1866